# Медзев
Медзев (словац. Medzev) — місто в окрузі Кошиці-околиця Кошицького краю Словаччини. Площа міста 31,86 км². Станом на 31 грудня 2016 року в Медзеві проживало 4413 жителі.

## Географія
Протікають річки Златна; Борзов; Гумель; Піверський потік і Шуговський потік.

## Історія
Перші згадки про місто датуються 1359 роком.

## Населення
| Рік:            | 1994. | 2004.   | 2014.    | 2024.   |
| --------------- | ----- | ------- | -------- | ------- |
| Кількість осіб: | 4027  | 3759    | 4358     | 4166    |
| Різниця:        |       | -6,65 % | +15,93 % | -4,40 % |

| Рік:            | 2023. | 2024.   |
| --------------- | ----- | ------- |
| Кількість осіб: | 4124  | 4166    |
| Різниця:        |       | +1,01 % |